# Colchester (Vermont)
Pour les articles homonymes, voir Colchester (homonymie).
Colchester est une ville du Vermont aux États-Unis dans le comté de Chittenden. Elle fait partie de l'aire urbaine de Burlington. La population de Colchester était de 17 067 en 2010.

## Histoire
En 1922, la ville de Winooski se sépara de Colchester pour former sa propre ville. Le village abrite un second campus de la prestigieuse institution académique, le Collège d'Albany de pharmacie et des sciences de la santé.

## Démographie
| Groupe            | Colchester | Vermont | États-Unis |
| ----------------- | ---------- | ------- | ---------- |
| Blancs            | 94,6       | 95,3    | 72,4       |
| Asiatiques        | 2,1        | 1,3     | 4,8        |
| Métis             | 1,4        | 1,7     | 2,9        |
| Afro-Américains   | 1,2        | 1,0     | 12,6       |
| Autres            | 0,6        | 0,8     | 7,1        |
| Total             | 100        | 100     | 100        |
|                   |            |         |            |
| Latino-Américains | 1,6        | 1,5     | 17,37      |

Selon l'American Community Survey, pour la période 2011-2015, 94,31 % de la population âgée de plus de 5 ans déclare parler l'anglais à la maison, 1,18 % le français, 0,92 % l'espagnol, 0,65 % l'arabe, 0,63 % l'allemand, 0,60 % le russe, 0,53 % une langue chinoise et 1,19 % une autre langue.